# Coupe arabe de football des moins de 20 ans
La Coupe arabe de football des moins de 20 ans (arabe : كأس العرب للمنتخبات تحت 20 سنة)  est une compétition de football qui oppose les meilleurs nations parmi les pays arabes. La Coupe arabe de football des moins de 20 ans est organisée par l'Union des associations arabes de football (UAFA).
La Coupe arabe de football des moins de 20 ans est une compétition non reconnue par la FIFA.

## Histoire
La Coupe arabe U-20 a déjà eu lieu 5 fois pour les équipes nationales pour cette tranche d'âge, où les équipes nationales marocaine et saoudienne ont gagné le plus, à deux reprises, suivies par les équipes d'Irak et de Tunisie et du Sénégal une fois pour chacune, car le tournoi a été lancé pour la première fois sous le nom de « Coupe de la jeunesse de Palestine » Ensuite, le nom a été changé pour la Coupe arabe.

## Équipe éligible
- Algérie
- Arabie saoudite
- Bahreïn
- Comores
- Djibouti
- Égypte
- Émirats arabes unis
- Irak
- Jordanie
- Koweït
- Liban
- Libye
- Mauritanie
- Maroc
- Oman
- Palestine
- Qatar
- Soudan
- Somalie
- Syrie
- Tunisie
- Yémen

## Palmarès

### Bilan par édition
| 1re     | 1983 | Maroc           | Irak                | 1 − 0 ap         | Arabie saoudite | Maroc                | 2 − 0                | Émirats arabes unis  |
| 2e      | 1985 | Algérie         | Arabie saoudite     | 2 − 1            | Algérie         | Irak                 | 2 − 0                | Tunisie              |
| 3e      | 1989 | Irak            | Maroc               | 3 − 1            | Irak            | Bahreïn              | 1 − 1 (4 − 3)tab     | Arabie saoudite      |
| Annulée | 1992 | Soudan          | Annulée             | Annulée          | Annulée         | Annulée              | Annulée              | Annulée              |
| 4e      | 2011 | Maroc           | Maroc (2)           | 3 − 3 (3 − 1)tab | Arabie saoudite | Syrie et Égypte      | Syrie et Égypte      | Syrie et Égypte      |
| 5e      | 2012 | Jordanie        | Tunisie             | 4 − 2            | Arabie saoudite | Libye                | 4 − 0                | Algérie              |
| Annulée | 2014 | Qatar           | Annulée             | Annulée          | Annulée         | Annulée              | Annulée              | Annulée              |
| 6e      | 2020 | Arabie saoudite | Sénégal (invité)    | 1 − 0            | Tunisie         | Égypte et Maroc      | Égypte et Maroc      | Égypte et Maroc      |
| 7e      | 2021 | Égypte          | Arabie saoudite (2) | 2 - 1            | Algérie         | Égypte et Tunisie    | Égypte et Tunisie    | Égypte et Tunisie    |
| 8e      | 2022 | Arabie saoudite | Arabie saoudite (3) | 1 − 1 (5 − 3)tab | Égypte          | Algérie et Palestine | Algérie et Palestine | Algérie et Palestine |

(*) : score du match en poule finale (décisif pour l'attribution du titre ou le classement entre le 3e et le 4e)

### Bilan par nation
Le tableau suivant présente le bilan par nation ayant atteint au moins une fois le dernier carré depuis que la coupe arabe existe
| Rang | Équipe              | Vainqueur                                     | Finaliste                                                 | Troisième          | Quatrième (ou demi-finaliste depuis 2011) | Titres             |
| ---- | ------------------- | --------------------------------------------- | --------------------------------------------------------- | ------------------ | ----------------------------------------- | ------------------ |
| 1    | Arabie saoudite     | Médaille d'or · Médaille d'or · Médaille d'or | Médaille d'argent · Médaille d'argent · Médaille d'argent | -                  | 1                                         | 1985, 2021 et 2022 |
| 2    | Maroc               | Médaille d'or · Médaille d'or                 | -                                                         | Médaille de bronze | 1                                         | 1989 et 2011       |
| 3    | Irak                | Médaille d'or                                 | Médaille d'argent                                         | Médaille de bronze | -                                         | 1983               |
| 4    | Tunisie             | Médaille d'or                                 | Médaille d'argent                                         | -                  | 2                                         | 2012               |
| 5    | Sénégal             | Médaille d'or                                 | -                                                         | -                  | -                                         | 2020               |
| 6    | Algérie             |                                               | Médaille d'argent · Médaille d'argent                     | -                  | 2                                         |                    |
| 7    | Égypte              | -                                             | Médaille d'argent                                         | -                  | 3                                         |                    |
| 8    | Yémen               | -                                             |                                                           | -                  | -                                         | -                  |
| 9    | Bahreïn             | -                                             | -                                                         | Médaille de bronze | -                                         | -                  |
| 9    | Libye               | -                                             | -                                                         | Médaille de bronze | -                                         | -                  |
| 11   | Palestine           | -                                             | -                                                         | -                  | 1                                         | -                  |
| 12   | Émirats arabes unis | -                                             | -                                                         | -                  | 1                                         | -                  |
| 12   | Syrie               | -                                             | -                                                         | -                  | 1                                         | -                  |